# Yngve Gamlin
Yngve Gamlin (Strömsund, 17 marzo 1926 – Stoccolma, 1º febbraio 1995) è stato un attore e regista svedese.
Il suo film Jakten ha vinto l'Orso d'argento, gran premio della giuria al Festival di Berlino 1966.

## Filmografia parziale
- Sommar och syndare (1960)
- Jakten (1965)
- Bagnanti (Badarna) (1968)
- Le avventure di Picasso (Picassos äventyr), regia di Tage Danielsson  (1978)